# Jean Huard
Pour les personnes ayant le même patronyme, voir Huard.
Jean Huard (23 mars 1928 - 4 octobre 2002) est le 99e évêque du diocèse de Tournai, en Belgique.

## Biographie
Jean Huard est né à Boussu, dans la province de Hainaut, le 23 mars 1928.  Il est bachelier en philosophie et docteur en théologie, ainsi que candidat en philosophie et lettres.  Il est ordonné prêtre du diocèse de Tournai le 27 décembre 1953, puis nommé 99e évêque de Tournai par le pape Paul VI le 2 juillet 1977. Il est sacré évêque par le cardinal Suenens le 25 septembre 1977.